# 공주 중동 석조
공주 중동 석조(公州 中洞 石槽)는 충청남도 공주시, 국립공주박물관에 있는 백제 시대의 석조이다. 1963년 1월 21일 대한민국의 보물 제148호로 지정되었다.
이 석조는 돌을 파서 만든 큰 그릇으로, 절에서 큰 행사가 끝난 뒤 그릇을 씻을 때 또는 물을 담아두거나 연꽃 등을 기르는 데에 사용한 것으로 보인다. 연꽃잎을 장식한 받침기둥 위에 놓인 이 석조는 바깥 면에도 풍만한 연잎과 단아한 띠를 돌려 귀족적인 느낌을 준다.

## 개요
국립공주박물관 정원에 있는 백제시대 석조로, 사찰에서 연꽃을 담아 장식했던 것이다.
원래는 공주시 반죽동의 대통사 터에 공주 반죽동 석조(보물 제149호)와 함께 있었으나, 일제시대에 일본군이 말구유로 쓰기 위해 옮겨가 제자리를 떠나게 되었다. 1940년 이 곳으로 옮겨올 당시 중동초등학교에서 보관하고 있었기 때문에, 이때부터 ‘중동석조’라 부르게 되었다.
규모에 있어서 반죽동 석조보다 약간 작을 뿐 양식이나 조각 수법이 동일하여, 어느 한 건물 앞에 한 쌍으로 두기 위하여 동시에 만들어졌던 것으로 믿어진다.
석조를 받치고 있는 받침 기둥은 일본군에 의해 깨어져 없어지고, 이후 반죽동 석조의 것을 모방하여 만들었는데, 원기둥에 연꽃을 둘러 새긴 모습이다. 석조는 굽이 높은 사발 모양으로 입구 가장자리에 굵은 돌기를 돌렸다. 바깥 면에는 2줄의 작은 띠를 돌려 새기고, 띠 위에 일정하게 연꽃을 장식하였는데 반죽동 석조에 비하여 많이 닳지 않아 문양이 훨씬 뚜렷하다.
대통사는 『삼국사기』에 의하면 백제 성왕 7년(529)에 창건된 사찰이므로, 이 석조는 그 제작년대를 가늠할 수 있는 중요한 백제 유물이라 할 수 있다. 또한 석조의 형태나 연꽃무늬는 백제의 불교미술을 연구하는데 귀중한 자료가 되므로 그 가치는 반죽동석조와 아울러 높이 평가되고 있다. 

## 같이 보기
- 공주 반죽동 석조 - 보물 제149호

## 참고 자료
- 공주 중동 석조 - 박물관 포털 e 뮤지엄
- 공주 중동 석조 - 국가유산청 국가유산포털